# Glaive imparfait
Glaive imparfait (titre original : Imperfect Sword) est le troisième roman de la série de science-fiction Étoiles perdues de l'écrivain Jack Campbell. Il est paru aux États-Unis en 2014 puis a été traduit en français et publié par les éditions L'Atalante en 2015.
Cette série traite de l'effondrement de l'univers Syndic, et plus particulièrement les efforts des dirigeants du système de Midway pour faire face aux conséquences à l'effondrement de l'autorité centrale.
Elle se déroule en même temps que les événements de la série Par delà la frontière.